# بوب كايسي جونيور
روبرت باتريك كايسي جونيور (بالإنجليزية: Robert Patrick Casey Jr)‏ هو سياسي أمريكي من الحزب الديمقراطي ولد في يوم 13 أبريل 1960 في مدينة سكرانتون في بنسيلفانيا، هو ابن بوب كايسي محافظ ولاية بنسيلفانيا الثاني والأربعين من سنة 1987 إلى سنة 1995. حصل على شهادة الدكتوراة في القانون من الجامعة الكاثوليكية الأمريكية. هو عضو في مجلس الشيوخ الأمريكي كممثل عن ولاية بنسلفانيا منذ سنة 2007. على الرغم من كونه في الحزب الديمقراطي إلا أنه يعارض الكثير من سياساته مثل الإجهاض وحق حمل السلاح.